# Monaco Rugby Sevens
Actualités
Dernière mise à jour : 24 décembre 2019.
Le Monaco Rugby Sevens est un club de rugby à sept basé à Monaco. Le club est créé en 2019 pour participer au premier championnat professionnel de rugby à sept en France, le Supersevens, le 1er février 2020. Le projet de création est porté par l'ancien international français de rugby à XV Frédéric Michalak.

## Histoire

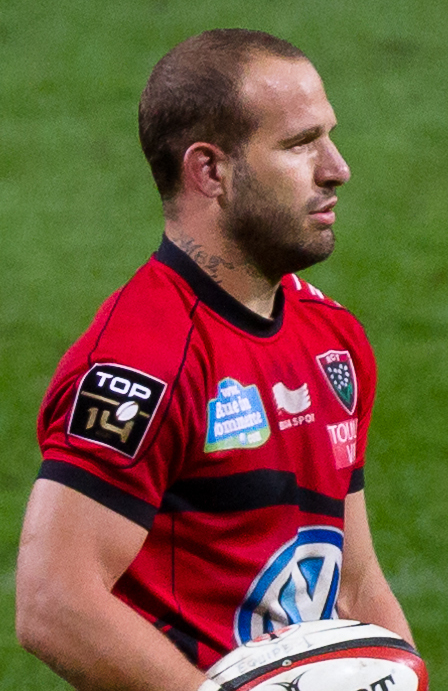
Frédéric Michalak, secrétaire général du club.

Lors de la création du Supersevens, la Ligue nationale de rugby propose la participation d'une équipe monégasque à la nouvelle compétition de rugby à sept. Frédéric Michalak, ancien joueur international français de rugby à XV (77 sélections), est responsable du projet de création de l'équipe. L'équipe est créée sous forme d'une association et d'une équipe professionnelle. Emmanuel Falco est le premier président de l'association tandis que Michalak devient secrétaire général,,,. Le projet reçoit également le soutien du président de la fédération française de rugby, Bernard Laporte.
En 2023, le club participe aussi au tournoi amical de Prague le week-end du 24 et 25 juin. Il remporte le tournoi en s'imposant en finale 22 à 7 face à l'équipe italienne du Nati Scombinati Sevens.

## Image et identité

### Logo
Le premier logo du club est présenté le 24 décembre 2019. Les couleurs rouge et blanche du drapeau monégasque sont choisies pour le nouveau club. Le logo prend la forme de l'écu des armoiries de Monaco. Un fuselé de gueule est placé dans le blason de façon à faire apparaître la forme du no 7. Ce 7 est mis en évidence de couleur doré pour rappeler que le rugby à sept est une discipline olympique. Enfin, une couronne est placée au-dessus du blason et la mention Monaco rugby est quant à elle écrite dans une taille de police uniforme au centre du blason sur un fond blanc.

Logo depuis le 24 décembre 2019.

## Résultats
Le tableau suivant récapitule les performances du Monaco Rugby Sevens au Supersevens.
| Édition          | Étape            | Rang      | Dernier match disputé                             | Bilan           |
| ---------------- | ---------------- | --------- | ------------------------------------------------- | --------------- |
| Supersevens 2020 | Finale           | 7e        | Monaco Rugby Sevens 38 – 18 SU Agen               | 2 v, 0 n, 2 d   |
| Supersevens 2021 | Aix-en-Provence  | 7e        | Monaco Rugby Sevens 26 – 28 Biarritz olympique    | 1 v, 0 n, 2 d   |
| Supersevens 2021 | Toulouse         | Vainqueur | Barbarians français 12 - 33 Monaco Rugby Sevens   | 4 v, 0 n, 0 d   |
| Supersevens 2021 | La Rochelle      | Vainqueur | Monaco Rugby Sevens 29 - 7 RC Toulon              | 4 v, 0 n, 0 d   |
| Supersevens 2021 | Finale           | Finaliste | Monaco Rugby Sevens 14 - 40 Barbarians français   | 2 v, 0 n, 1 d   |
| Supersevens 2022 | Perpignan        | Finaliste | Section paloise 29 - 5 Monaco Rugby Sevens        | 3 v, 0 n, 1 d   |
| Supersevens 2022 | La Rochelle      | Vainqueur | Section paloise 12 - 26 Monaco Rugby Sevens       | 4 v, 0 n, 0 d   |
| Supersevens 2022 | Pau              | Vainqueur | Section paloise 21 - 24 Monaco Rugby Sevens       | 4 v, 0 n, 0 d   |
| Supersevens 2022 | Finale           | Vainqueur | Monaco Rugby Sevens 24 - 14 Section paloise       | 3 v, 0 n, 0 d   |
| Supersevens 2023 | Clermont-Ferrand | Finaliste | Monaco Rugby Sevens 17 - 19 Union Bordeaux Bègles | 3 v, 0 n, 1 d   |
| Supersevens 2023 | Lyon             | Finaliste | Monaco Rugby Sevens 26 - 31 Section paloise       | 3 v, 0 n, 1 d   |
| Supersevens 2023 | Pau              | 3e        | Monaco Rugby Sevens 26 - 12 Barbarians français   | 3 v, 0 n, 1 d   |
| Supersevens 2023 | Finale           | 4e        | Monaco Rugby Sevens 21 - 29 ASM Clermont Auvergne | 1 v, 0 n, 2 d   |
| Supersevens 2024 | Mont-de-Marsan   | 3e        | Monaco Rugby Sevens 29 - 10 Barbarians français   | 3 v, 0 n, 1 d   |
| Supersevens 2024 | La Rochelle      | Finaliste | Monaco Rugby Sevens 12 - 19 Union Bordeaux Bègles | 3 v, 0 n, 1 d   |
| Supersevens 2024 | Pau              | Vainqueur | Monaco Rugby Sevens 17 - 15 Section paloise       | 4 v, 0 n, 0 d   |
| Supersevens 2024 | Finale           | 7e        | Monaco Rugby Sevens 26 - 19 Stade toulousain      | 1 v, 0 n 2 d    |
| Supersevens 2025 | Mont-de-Marsan   | Vainqueur | Monaco Rugby Sevens 29 - 5 Section paloise        | 4 v, 0 n, 0 d   |
| Supersevens 2025 | Dax              |           |                                                   |                 |
| Supersevens 2025 | Pau              |           |                                                   |                 |
| Supersevens 2025 | Finale           |           |                                                   |                 |
| Total            | Total            | Total     | Total                                             | 52 v, 0 n, 15 d |

Légende : v = victoire ; n = match nul ; d = défaite.

## Personnalités du club

### Effectif au Supersevens 2022
Pour la troisième édition de Supersevens, l'équipe est largement remanié. Cecil Afrika, élu meilleur joueur du monde de rugby à sept en 2011, revient pour participer à la compétition. Pierre Courtaud, Johan Demaï-Hamecher, Ryan Godsmark, Gaspard Lalli, Lancelot Luteau et Alexandre Pilati sont également conservés dans l'effectif.
| Joueur                      | Date de naissance | Club (rugby à XV)       | Nationalité sportive |
| --------------------------- | ----------------- | ----------------------- | -------------------- |
| Cecil Afrika                | 3 mars 1988       | Legion de San Diego     | Afrique du Sud       |
| Alix Benmegal               | 24 janvier 2000   | C' Chartres Rugby       | France               |
| Darius Cassamajor           |                   | Blagnac rugby           | France               |
| Pierre Courtaud             | 6 avril 1999      | AS Béziers              | France               |
| Felipe del Mestre (en)      | 25 septembre 1993 | Club Pucará (en)        | Argentine            |
| Johan Demaï-Hamecher        | 19 février 1994   | RC Auch                 | France               |
| Adama Démé                  |                   |                         | Burkina Faso         |
| Abdoul Gafour Karembiri     |                   |                         | Burkina Faso         |
| Ryan Godsmark               |                   | RC La Hulpe             | Belgique             |
| Gaspard Lalli               | 31 août 1993      | RC La Hulpe             | Belgique             |
| Ibai Leconte                | 3 décembre 1995   | Anglet ORC              | France               |
| Lancelot Luteau             | 28 mai 1994       | Niort rugby club        | France               |
| Julien Munnier              |                   | Étang Salé RC           | France               |
| Jonas Mikalčius             | 1er mai 1994      | -                       | Lituanie             |
| Adam Miracky                |                   | ACS Dukla               | Tchéquie             |
| Amani Naivaere              |                   | RC Digne                | Fidji                |
| Alexandre Pilati            | 24 février 1996   | US Dax                  | Côte d'Ivoire        |
| Nicolas Pouplot             | 14 septembre 1991 |                         | France               |
| Tobias Sainz-Trápaga Devoto | 2 février 1999    | CR Complutense Cisneros | Espagne              |
| Jone Vucukula Waqaliva      | 18 juin 1995      | RC Digne                | Fidji                |

### Staff technique 2022
- Manager : Frédéric Michalak
- Entraîneur : Jérémy Aicardi
- Entraîneur adjoint : James Kent
- Préparateur physique : Zeba Traoré
- Team manager : Benjamin Prier

### Présidents
- À partir de 2020 : Emmanuel Falco

### Entraîneurs

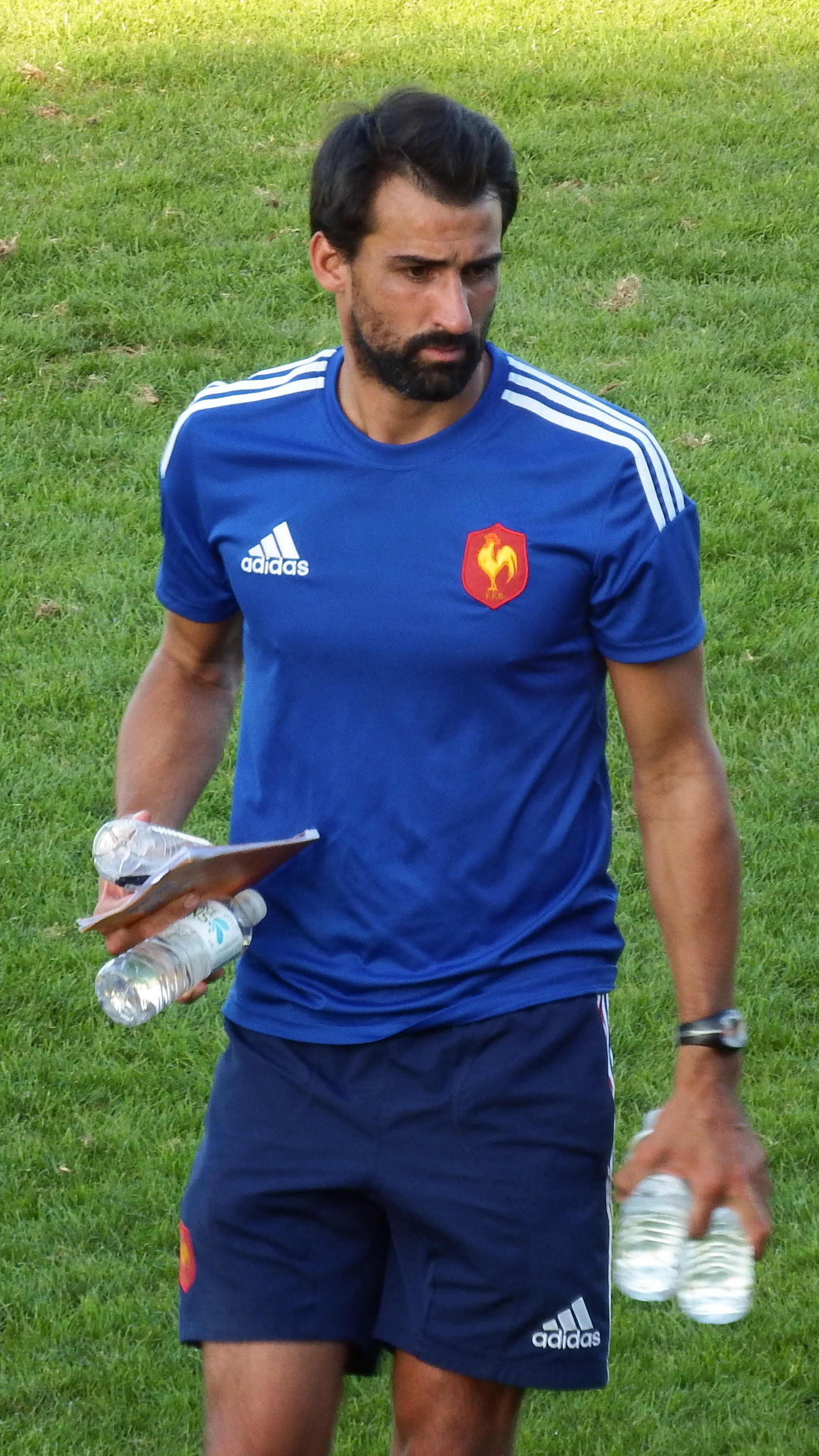
Paul Albaladejo, premier entraîneur du Monaco rugby 7s.

- Supersevens 2020 : Paul Albaladejo
- Depuis 2021 : Jérémy Aicardi